# Martini (cóctel)
El martini o martini seco (Dry Martini en inglés) es uno de los cócteles más conocidos, compuesto de ginebra con una porción de vermut. Suele servirse en copa de cóctel, adornado con una aceituna. Existen numerosas variantes del martini, aunque quizás la más conocida sea el vodka martini, en el que se sustituye la ginebra por vodka. Otra variante es el martini doble, que consiste con una doble cantidad de ginebra y vodka. También existe el llamado «martini sucio». Esta bebida suele tomarse como aperitivo o antes de la cena.

## Preparación
Según la IBA (International Bartenders Association, Asociación Internacional de Bármans), la receta del martini consta de los siguientes ingredientes en proporción 5:1.
- 5.5 cl de ginebra (o vodka en el caso del vodka martini).
- 1.5 cl de vermut seco.

Los ingredientes se añaden en un vaso de mezcla con cubos de hielo, y debe removerse bien. Se sirve sin hielo, en una copa de cóctel enfriada. Como guarnición estándar, aparte de la aceituna, se agrega un girón de cáscara de limón. O se exprime el aceite de esta misma en el cóctel.

### Variantes
Además del vodka martini, existen diversas variaciones de la receta, como el Martini dulce, en el que se sustituye el vermut seco por vermut rojo y se decora con una cereza al marrasquino;
o el Perfect Martini (Martini perfecto), compuesto de 5.5 cl de gin, 1.0 cl de vermut seco y 1.0 cl de vermut rojo, decorado con piel de limón o una cereza al marrasquino. También el Gibson, un martini servido con una o dos cebollitas perla en vez de la clásica aceituna.
Un martini seco se prepara con poco o ningún vermut. Si se pide un martini extra seco, se añade menos vermut o nada. En los locos años veinte, se convirtió en un pedido habitual. A lo largo del siglo XX, la cantidad de vermut fue disminuyendo. En la década de 1930, la proporción era de 3:1 (ginebra por vermut), y en la de 1940, de 4:1. Durante la última parte del siglo XX, los martinis secos de 5:1 o 6:1 pasaron a considerarse la norma. Las variaciones más secas pueden llegar a 8:1, 12:1, 15:1 (el «Montgomery», por la supuesta afición del mariscal de campo británico Bernard Montgomery a atacar sólo cuando estaba en posesión de una gran superioridad numérica).
Otra variación destacada es la conocida como «Clarito», creada por el famoso barman argentino Santiago Policastro, en la que la oliva es reemplazada por un trozo de cáscara de limón, lo cual otorga al trago un sabor ligeramente más suave.
Por otra parte, el llamado Martini «sucio» consiste en un Martini tradicional al cual se le añade el líquido de maceración de las aceitunas (salmuera), lo cual le confiere un color ligeramente amarillento y un poco turbio (el tradicional es incoloro y cristalino) y esta es la razón del calificativo.
Luis Buñuel utilizaba el martini seco como parte de su proceso creativo, usándolo regularmente para mantener «un ensueño en un bar». En sus memorias ofrece su propia receta, que incluye amargo de Angostura.
El «martini Churchill» (relacionado con Winston Churchill) no utiliza vermut, y debe prepararse con ginebra recién sacada del congelador mientras se mira una botella cerrada de vermut seco o con una astuta y leve reverencia en dirección a Francia.
Un «martini húmedo» contiene más vermut; un martini 50-50 utiliza cantidades iguales de ginebra y vermut. Un «martini al revés» (upside down o reverse) tiene más vermut que ginebra.
El martini también puede servirse con hielo (on the rocks), es decir, vertiendo los ingredientes sobre cubitos de hielo.

El «cóctel Yale» es un martini 6:1 con partes iguales de vermut y crème de violette o Yvette, que le confieren un color azul, y amargo de Angostura.

## Orígenes y mixología
El origen exacto del martini no está claro. El nombre puede derivar de la marca italiana Martini de vermut. Otra teoría popular sugiere que evolucionó a partir de un cóctel llamado Martínez servido en algún momento a principios de la década de 1860 en el Occidental Hotel de San Francisco, que la gente frecuentaba antes de tomar un ferry nocturno a la cercana ciudad de Martínez (California). Alternativamente, los residentes de Martínez afirman que un barman de su ciudad creó la bebida, mientras que otra fuente indica que la bebida debe su nombre a la ciudad. De hecho, un «cóctel Martínez» se describió por primera vez en la edición de 1887 de Jerry Thomas de su Bartender's Guide, How to Mix All Kinds of Plain and Fancy Drinks:

- Tome 1 chorrito de Boker's bitters
- 2 chorritos de Marrasquino
- 1 pony [1 fl oz] de ginebra Old Tom
- 1 copa [2 fl oz] de vermut [dulce/italiano
- 2 pequeños trozos de hielo
- Agite bien y cuele en una copa de cóctel grande. Ponga un cuarto de rodaja de limón en el vaso, y sirva. Si el invitado lo prefiere muy dulce, añada dos chorritos de almíbar.

Otras guías de coctelería de finales del siglo XIX contenían recetas de numerosos cócteles similares al martini actual. Por ejemplo, el Manual del barman (1888) de Harry Johnson incluía una receta para un «Cóctel Martini» que consistía en parte en media copa de vino de ginebra Old Tom y media copa de vino de vermut. 

- Llenar el vaso con hielo
- 2 ó 3 chorritos de jarabe de goma
- 2 ó 3 chorritos de amargo; (sólo el genuino de Boker)
- 1 chorrito de Curaçao
-  copa de vino [1 fl oz] de ginebra Old Tom
-  copa de vino [1 fl oz] de vermut dulce/italiano
- Remuévalo bien con una cuchara, cuélelo en una copa de cóctel elegante, exprima un trozo de piel de limón por encima y sírvalo.

## Variaciones falsas
A veces, el término "martini" se utiliza para referirse a otros cócteles, en su mayoría de licor fuerte, como el Manhattan, el Cosmopolitan y brebajes ad hoc o locales cuyo único punto en común con la bebida es la copa de cóctel en la que se sirven. Existe cierto debate sobre si se trata o no de verdaderos martinis. Los cocineros más caprichosos elaboran incluso martinis de postre que no son una bebida en sí, sino que se sirven en copas de martini.
Algunas bebidas nuevas incluyen la palabra "martini" o el sufijo "-tini" en el nombre (por ejemplo, appletini, martini de melocotón, martini de chocolate, martini de desayuno). Se llaman así porque se sirven en una copa de cóctel. Suelen contener vodka y tienen poco en común con el martini. El martini estrella del porno es una variante del martini con vodka. El vodka tiene sabor a vainilla y se sirve con zumo de fruta de la pasión, acompañado de una dosis de Prosecco.
Otra forma popular es el espresso martini, que se prepara en restaurantes como postre. Existen muchas variantes, pero la mayoría consisten en agitar café espresso con vodka, licor de café y sirope de azúcar, y servirlo en una copa de martini fría. Al agitar una dosis de espresso fresco se crea una capa de crema superficial que se adorna con tres granos de café en el centro.
Otras variaciones falsas son:
- China martini, que en realidad es una variante aromática del Amaro
- Martini francés (con vodka)
- Martini mexicano (con tequila y Cointreau)
- Saketini
- Vesper, también llamado martini Vesper

## Historia
El Martini parece haber sido creado hacia 1910. Su nombre podría derivar del Sr. Martini, jefe de barra de la sala Knickerbocker Club de Nueva York en la primera década del siglo XX. Otra teoría lo relaciona con un Sr. Martínez, que pudo inventar el cóctel en un bar de Boston, a finales del siglo XIX. También puede derivar de la marca de vermú Martini & Rossi, que exportaba sus productos a Estados Unidos mucho antes de que el cóctel existiera.
Existen numerosas anécdotas o leyendas relacionadas con el Martini. Cuando se derogó la ley seca estadounidense, el recién elegido presidente Franklin Delano Roosevelt preparó un Martini seco en la Casa Blanca para oficializar el mandato; 
años después, en la Conferencia de Teherán de 1943, el mismo Roosevelt le preparó un Martini a Stalin, quien opinó que «enfría más el estómago que otra cosa», opinión desmentida por su sucesor, Nikita Jruschov, quien tras beberse uno especialmente fuerte dijo que era «la más letal de las armas estadounidenses».
Son también varias las teorías y leyendas sobre las proporciones exactas del Martini. Se dice que el primer ministro británico Winston Churchill era conocido por preferir un Martini seco al que se «mostraba», sin añadir, el vermú. También se dice que Ernest Hemingway gustaba de una alta proporción de gin (15 a 1), en vez de la mezcla clásica (8 a 2).
Es también conocida la discusión sobre el modo de preparación del Martini, representada en la cultura popular en la figura de James Bond, el personaje del novelista inglés Ian Fleming, quien en todas sus películas, cuando pide su bebida favorita, añade: «agitado, no revuelto», lo que se denomina en rigor un "Bradford". W. Somerset Maugham declaró por otro lado que «un Martini debe siempre ser revuelto, no agitado, de modo que las moléculas descansen sensualmente unas sobre las otras». La diferencia entre mezclar o agitar el cóctel es realmente indistinguible, y la elección de uno u otro método recae en la creencia de que, de algún modo, la bebida se ve afectada por el modo de preparación.
Su popularidad es tal que ha dado nombre a la más universal copa para cóctel, de forma triangular, que se denomina copa de martini o de cóctel.

## En trabajos creativos
- El agente ficticio del Servicio Secreto Británico James Bond es famoso por pedir un "vodka martini, mezclado, no agitado".[28]
  - La frase aparece por primera vez, pero sin la especificación de "vodka", en el cuarto libro de la serie de novelas Bond de Ian Fleming en Diamantes para la eternidad (1956), pero no es el personaje de Bond quien lo dice.[29]
  - Una variación de la frase es pronunciada por el villano Dr. Julius No, en la primera película de Bond, Dr. No (1962), pero de nuevo, Bond no es el personaje que lo dice.[29]
  - En Casino Royale, Fleming inventó el Vesper martini, con ginebra, vodka y Kina Lillet.
  - Fue pronunciado por primera vez por el propio personaje de Bond (Sean Connery), en su totalidad, en la tercera película de Bond, Goldfinger (1964).[29]
- En el programa de televisión estadounidense Mi bella genio, Jeannie hace brotar vodka martini de una roca en el desierto para el Capitán Nelson, llamándolo su "poción favorita" (aunque en ese momento necesitaba agua).
- En la comedia estadounidense, M*A*S*H, el personaje principal Benjamin "Hawkeye" Pierce, tiene una destilería de ginebra en su tienda, que usa para hacer martinis, en casi todos los episodios.